# Heidi Jo Newberg
Heidi Jo Newberg (născută Heidi Jo Marvin, la Washington D.C.) este o astrofiziciană americană. Profesor la Institutul Politehnic Rensselaer (RPI) din Troy, New York, ea este cunoscută mai cu seamă prin lucrările ei pentru înțelegerea structurii Căii Lactee. Grupul său a pus îndeosebi în evidență „canibalizarea” mai micilor galaxii de către aceasta cât și forma mai mare și ondulată a Căii Lactee, față de ce se credea până atunci.
Este membră fondatoare a Sloan Digital Sky Survey (SDSS) și a Sloan Extension for Galactic Understanding and Exploration (SEGUE), cât și o personalitate cheie a proiectului de calcul distribuit.

## Biografie
Newberg a obținut un bachelor's degree  în fizică la Institutul Politehnic Rensselaer în 1987. Și-a făcut și obținut Ph.D. în fizică la Universitatea din California la Berkeley în 1992
Newberg a început să lucreze asupra Sloan Digital Sky Survey începând din 1992, și Sloan Digital Sky Survey. A devenit profesor la Institutul Politehnic Rensselaer din 1999.

## Viața personală
Newberg s-a născut la Washington, D.C.  Este căsătorită cu Lee Newberg și are patru copii.